# فريدريك كينغ غودوين
فريدريك كينغ غودوين (بالإنجليزية: Frederick K. Goodwin)‏ هو طبيب نفسي أمريكي، ولد في 21 أبريل 1936 في سينسيناتي في الولايات المتحدة.

## وصلات خارجية
- الموقع الرسمي